# Anže Povirk
Anže Povirk (* 25. Januar 1991) ist ein slowenischer Biathlet.
Anže Povirk nimmt seit 2007 an internationalen Wettbewerben im Biathlon teil, seit Beginn der Saison 2008/09 bei den Männern im IBU-Cup. Bei seinem ersten Sprint in Idre wurde er 105. Bestes Resultat in der Rennserie ist bislang ein 2010 in Pokljuka erreichter 43. Platz in einem Sprintrennen. Erstes Großereignis wurden die Biathlon-Juniorenweltmeisterschaften 2010 in Torsby, bei denen der Slowene 42. des Einzels, 46. des Sprints, 47. der Verfolgung und 17. mit der Staffel wurde. Bei den Juniorenrennen der Sommerbiathlon-Weltmeisterschaften 2010 in Duszniki-Zdrój wurde Povirk 29. des Sprints und 31. der Verfolgung. 2011 startete er erneut bei den Juniorenweltmeisterschaften in Nové Město na Moravě und belegte dort die Plätze 52 im Einzel, 51 im Sprint und 47 in der Verfolgung. Es folgten die Biathlon-Europameisterschaften 2011 in Ridnaun. Povirk nahm zunächst an den Juniorenrennen teil, bei denen er 29. in Einzel und Sprint sowie 21. der Verfolgung werden konnte. Für das Staffelrennen wurde er zu den Männern berufen und kam an der Seite von Peter Dokl, Simon Kočevar und Vid Vončina als Schlussläufer auf den neunten Platz. Im weiteren Jahresverlauf nahm er auch an den Juniorenrennen der Sommerbiathlon-Weltmeisterschaften 2011 in Nové Město teil, wo er 29. des Sprints und in der Verfolgung überrundet wurde, sowie mit Eva Urevec, Lili Drčar und Kočevar hinter der russischen Staffel die Silbermedaille gewann.